# ヴォーグ (バンド)
vogue（ヴォーグ）は、日本のヴィジュアル系ロックバンド。メジャーデビュー時にnuvɔ:gu（ニューヴォーグ）と改名し活動した。

## 経歴
- 1993年、CHIKAを中心にvogue結成。
- 1995年にバンド名をnuvɔ:gu（ニューヴォーグ）と改名し、ビクターエンタテインメントよりメジャーデビュー。
- 1998年に解散し、シングル2枚・オリジナルアルバム1枚・ベストアルバム1枚を残した。

## メンバー
- Vo.CHIKA : ex.マジェスティック・イザベル、解散後はRise A Gate、RAMBLE FISH、で活動後に引退。
- Gt.JEANA : ex.UNI-SEX、解散後はRAMBLE FISH→F.O.Dで活動し、現在はバー経営。
- Gt.CIVA : ex.LaLa+Meleis、解散後はサポートミュージシャンなどで活動
- Ba. HIKO : ex.CUTY-CUTE、ヤンキーローズ。解散後はSPIN→LM.Cのサポートで活動。2008年秋、SPEED-iDに正式加入。Kiyoshi SUPERNOVA。
- Dr.JUN : ex.TAILEN、解散後はTWIN APESで活動。

元メンバー
- Dr.SYURA : ex.黒夢サポート